# (9914) Obukhova
(9914) Obukhova (1976 UJ4) – planetoida z pasa głównego asteroid okrążająca Słońce w ciągu 4,37 lat w średniej odległości 2,67 j.a. Odkryta 28 października 1976 roku.